# Nikobaresische Sprachen

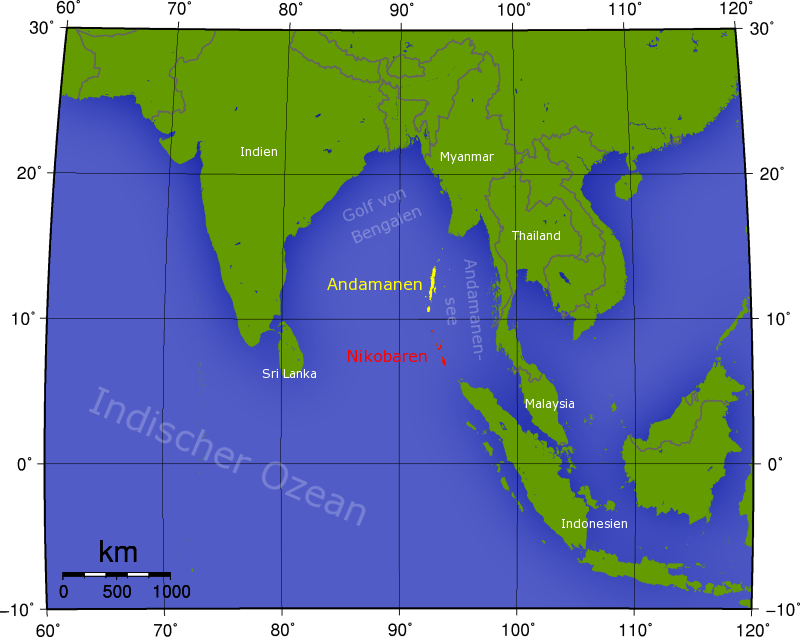
Lage der Nikobaren

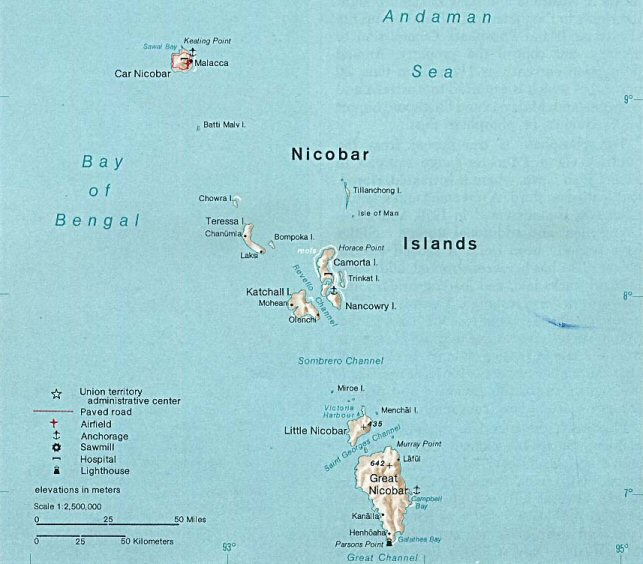
Karte der Nikobaren

Die nikobaresischen Sprachen (auch nikobarische Sprachen) sind die einheimischen Sprachen der Nikobaren. 

## Einordnung
Die nicobaresischen Sprachen bilden eine kleine genetische Untereinheit der Mon-Khmer-Sprachen, die einen der beiden Hauptzweige des Austroasiatischen darstellen. Dies zeigt, dass die nikobaresischen Sprachen nicht zur ältesten Sprachschicht Südasiens gehören, wie z. B. die andamanischen Sprachen. Ethnisch stehen die Nikobaresen den Mon-Khmer-Völkern des Festlands wesentlich näher als den geographisch benachbarten Andamesen. 
Die sieben (nach anderen Klassifikationen zwischen sechs und zehn) nikobaresischen Sprachen werden von rund 28.000 Menschen als Muttersprache gesprochen. Die bedeutendste nikobaresische Sprache ist Car, das auf dem gesamten Archipel als Verkehrssprache verwendet wird. Entgegen früheren Untersuchungen gehört auch die Sprache der Shompen (etwa 400 Sprecher im Hinterland von Groß Nikobar) zur nikobaresischen Gruppe, allerdings hat sie zu allen anderen Sprachen den größten Abstand (van Driem 2008).

## Klassifikation
Die nikobaresischen Sprachen werden wie folgt klassifiziert:
- Nikobaresisch (insgesamt 28.000 Muttersprachler)
  - Kern-Nikobaresisch
    - Nord
      - Car (Pu) (20.000, mit Zweitsprechern 37.000, Verkehrssprache auf den Nikobaren)
      - Chowra (Chaura, Tutet, Tetet, Sanenyö) (2.000)
      - Teressa (2.000) Dialekte: Teressa, Bompoka (möglicherweise ist Bompoka eine eigenständige Sprache)

    - Zentral
      - Zentral-Nicobaresisch (2.000) Dialekte: Nancowry, Camorta, Trinket, Katchall

    - Süd
      - Groß-Nicobaresisch (Lo'ong, Takahanyilang) (geringe Sprecherzahl)
      - Klein-Nicobaresisch (Lamongse) (2.000) Dialekte: Klein-Nicobar: Ong, Condul: Lamongse, Milo: Pihouny

  - Shompen
    - Shompen (Shom Pen, Shom Peng, Shompeng, Sho-Bäng) (400)

Die in Ethnologue 2009 (siehe Weblink) angegebenen Sprecherzahlen sind völlig überhöht und widersprüchlich. In der Summe ergeben sich dort 110.000 Sprecher nikobaresischer Sprachen, während die Gesamtbevölkerung der Nikobaren laut Zensus von 2001 43.000 nicht übersteigt, davon sind nur 28.000 Nikobaresen. Die hier angegebenen Sprecherzahlen (nach van Driem 2001) addieren sich auf den Zensuswert von 2001.
Durch den Tsunami vom 26. Dezember 2004 haben die Nikobaren extrem gelitten, da sie nahe am Epizentrum des auslösenden Seebebens liegen. Offiziell werden 4.405 Tote und Vermisste angegeben, nach inoffiziellen Schätzungen sind bis zu einem Drittel der Nikobaresen Opfer des Tsunamis geworden. Man kann also davon ausgehen, dass die angegebenen Sprecherzahlen – die vor dem Tsunami erhoben wurden – deutlich nach unten zu korrigieren sind (vgl. Singh 2006).